# Frankolin białogardły
Frankolin białogardły (Campocolinus albogularis) – gatunek średniej wielkości afrykańskiego ptaka z rodziny kurowatych (Phasianidae). Osiadły.

## Systematyka
Wyróżniono trzy podgatunki C. albogularis:
- frankolin białogardły[3] (C. albogularis albogularis) – Senegal i Gambia do Wybrzeża Kości Słoniowej.
- C. albogularis buckleyi – wschodnie Wybrzeże Kości Słoniowej do północnego Kamerunu.
- frankolin rdzawopierśny[3] (C. albogularis dewittei) – południowo-wschodnia Demokratyczna Republika Konga, północno-zachodnia Zambia, wschodnia Angola.

## Charakterystyka

### Morfologia
Wygląd zewnętrzny: Samiec odróżnia się od pokrewnych gatunków jednolicie ubarwionym, rdzawo-płowym spodem. Samica ma kremowo kreskowany wierzch i delikatnie prążkowane boki i pierś. Młode podobne do samicy, ale wyraźniej prążkowane na spodzie.
Rozmiary: długość ciała: ok. 23 cm
Masa ciała: 263–284 g

## Występowanie

### Środowisko
Otwarta sawanna, zwłaszcza tereny zaburzone: miejsca po niedawnym pożarze, opuszczone tereny uprawne.

### Zasięg występowania
Afryka: na północ od równika od Senegalu po Wybrzeże Kości Słoniowej, na południe po Demokratyczną Republikę Konga, Zambię i Angolę.

## Pożywienie
Owady, w tym szarańczaki i termity oraz nasiona, głównie traw.

## Rozród
Gatunek najprawdopodobniej monogamiczny.
Gniazdo zagłębienie w ziemi wyścielone trawą, liśćmi i tym podobnym materiałem.
Okres lęgowy zależy od regionu: czerwiec w Nigerii, wrzesień-październik w Senegalu i Gambii, październik-grudzień w południowej części Demokratycznej Republiki Konga.
Jaja: znosi 4–7 jaj.

## Status, zagrożenie i ochrona
Status według kryteriów Czerwonej księgi gatunków zagrożonych IUCN: gatunek najmniejszej troski (LC – least concern). Pomimo bardzo szerokiego zasięgu jest to gatunek nieliczny na większości obszaru występowania. Trend liczebności populacji uznaje się za stabilny.